# Мария Юлиана фон Насау-Зиген
Мария Юлиана фон Насау-Зиген (на немски: Marie Juliane von Nassau-Siegen; * 14 август 1612, Зиген; † 21 януари 1665, Нойхауз) е графиня от Насау-Зиген и чрез женитба принцеса на Саксония-Лауенбург.

## Живот
Тя е дъщеря на граф Йохан VII фон Насау-Зиген (1561 – 1623) и втората му съпруга принцеса Марагрета фон Шлезвиг-Холщайн-Зондербург-Пльон (1583 – 1658), дъщеря на Йохан Млади фон Шлезвиг-Холщайн-Зондербург, третият син на крал Кристиан III от Дания.
Мария Юлиана се омъжва на 13 декември 1637 г. в Трептов ан дер Рега за херцог Франц Хайнрих фон Саксония-Лауенбург (* 1604; † 1658), деветият и най-малък син на херцог Франц II фон Захсен-Лауенбург и втората му съпруга Мария фон Брауншвайг-Волфенбютел.

## Деца
Мария Юлиана и Франц Хайнрих фон Саксония-Лауенбург имат децата:
- Катарина Мария (1640 – 1641)
- Христина Юлиана (1642 – 1644)
- Ердмута София (1644 – 1689)

∞ 1665 херцог Густав Рудолф фон Мекленбург-Шверин (1632 – 1670)
- Франц (*/† 1645)
- Елеонора Шарлота (1646 – 1709)

∞ 1676 херцог Кристиан Адолф фон Шлезвиг-Холщайн-Зондербург-Францхаген (1641 – 1702)
- Ердман (1649−1660)